# روبن ويلسون (عازف جاز)
روبن ويلسون (بالإنجليزية: Reuben Wilson)‏ هو عازف جاز أمريكي، ولد في 9 أبريل 1935 في ماوندس في الولايات المتحدة.

## وصلات خارجية
- روبن ويلسون على موقع ميوزك برينز (الإنجليزية)
- روبن ويلسون على موقع أول ميوزيك (الإنجليزية)
- روبن ويلسون على موقع ديسكوغز (الإنجليزية)